# Eine kleine Nachtmusik
Eine kleine Nachtmusik är en serenad för två violiner, viola, cello och kontrabas i G-dur, komponerad sommaren 1787 av Wolfgang Amadeus Mozart. (K. 525.)
Serenaden komponerades av Mozart parallellt med operan Don Giovanni, som skrevs för Pragoperan.
Någon beställning låg inte till grund för Eine kleine Nachtmusik. Det var ovanligt att Mozart skrev icke-ändamålsenlig musik, det vill säga utan en särskild konsert i sikte. Möjligen tänkte han presentera stycket i samband med en gratiskonsert på någon paviljong i sommarnattens Wien eller Prag för att göra sitt namn mer ryktbart.
Verket har bevarats i fyra satser; dock angav Mozart själv i sin kompositionsförteckning att stycket hade fem - en av de ursprungligen två menuettsatserna tycks sålunda ha försvunnit. De flesta musikhistoriker anser att Mozart återanvände menuetten i en pianosonat. Stycket har blivit ett av Mozarts mest kända, och de första takterna i den inledande satsen används flitigt i film och tv-sammanhang,  i exempelvis den svenska filmen Sunes sommar från 1993.

## Satser
1. Allegro
2. Romans (Andante)
3. Menuett
4. Rondo (Allegro)